# Didier Pittet
Didier Pittet (ur. 20 marca 1957 w Genewie) – szwajcarski naukowiec, epidemiolog i profesor. Kieruje Programem Zwalczania Zakażeń oraz Ośrodkiem Bezpieczeństwa Pacjenta w Szpitalu Uniwersyteckim w Genewie. Od 2005 roku z ramienia Światowej Organizacji Zdrowia stoi na czele Afrykańskiego Partnerstwa dla Bezpieczeństwa Pacjenta oraz Globalnego Programu Bezpieczeństwa Pacjenta „Higiena Rąk to Bezpieczna Opieka” (Clean Care is Safer Care). Programy te mają za zadanie poprawę higieny rąk w warunkach szpitalnych, a tym samym zmniejszenie liczby zakażeń szpitalnych. Polska przystąpiła do niego w maju 2013 r. W 2007 roku został odznaczony Komandorskim Orderem Imperium Brytyjskiego w uznaniu za zasługi na polu przeciwdziałania zakażeniom związanym z opieką zdrowotną w Wielkiej Brytanii. 

## Praca zawodowa
Didier Pittet ukończył liceum Collège Calvin w Genewie w 1976 roku. Po uzyskaniu dyplomu z medycyny tropikalnej oraz zdrowia społecznego na Wydziale Lekarskim Uniwersytetu Genewskiego, w 1983 roku przyznano mu stopień doktora medycyny w tej samej instytucji. Później otrzymał stopień magistra (MS) z epidemiologii oraz zdrowia publicznego na Iowa State University w 1992 roku. Pittet rozpoczął pracę jako ekspert w zakresie chorób zakaźnych, jednak zakres ten szybko uległ poszerzeniu, obejmując badania związane z epidemiologią szpitalną oraz zwalczaniem i profilaktyką zakażeń. W 1992 roku został mianowany dyrektorem Programu Zwalczania Zakażeń w Szpitalu Uniwersyteckim w Genewie, a w 2000 roku został mianowany profesorem medycyny na Wydziale Lekarskim Uniwersytetu Genewskiego. Didier Pittet jest ponadto profesorem wizytującym Division of Investigative Science i School of Medicine przy Imperial College w Londynie; profesorem honoris causa Pierwszej Akademii Medycznej Fu w Szanghaju; profesorem honorowym na Wydziale Zdrowia i Nauk Społecznych przy Politechnice w Hongkongu. Od 2002 roku jest także członkiem Komisji Planowania Międzydyscyplinarnej Konferencji na temat Czynników Przeciwdrobnoustrojowych oraz Chemioterapii (ICAAC). Od 2011 roku pełni funkcję współprzewodniczącego I Międzynarodowej Konferencji Profilaktyki i Zwalczania Zakażeń (ICPIC).

## Badania dotyczące higieny
Początkowe badania obserwacyjne prowadzone w Genewie przez zespół Pitteta wykazały niski poziom przestrzegania podstawowych praktyk higieny rąk oraz brak świadomości pracowników opieki zdrowotnej, iż główną drogą zakażeń krzyżowych jest transmisja poprzez ręce. W efekcie wprowadzono preparaty do dezynfekcji rąk na bazie alkoholu w miejscu sprawowania opieki nad chorym, którą to praktyką zastąpiono długotrwałe mycie rąk przy umywalce.

### „Genewski model higieny rąk”
Wprowadzenie zaleceń Pitteta w szpitalach Uniwersytetu Genewskiego latach 1995–2000 przyniosło prawie 50-procentowy spadek liczby zakażeń związanych z opieką zdrowotną oraz transmisją metycylinoopornego gronkowca złocistego (MRSA) wraz z trwałą poprawą przestrzegania higieny rąk. Metodologię oraz wyniki opublikowano w czasopiśmie Lancet w 2000 roku, a strategia zyskała miano „genewskiego modelu higieny rąk”. W latach 1995–1997 Pittet zastosował tę samą koncepcję przy zabiega związane z dostępem naczyniowym, wykazując, iż możliwy jest spadek tego typu zakażeń oraz wywarcie znacznego wpływu na całościową częstość występowania wszelkiego rodzaju zakażeń nabytych na oddziałach intensywnej terapii. W ten sam sposób uzyskano obniżenie liczby zakażeń przewodu moczowego. Zespół prof. Pitteta wykazał również efektywność kosztową swoich interwencji oraz ich długofalowe oddziaływanie.
W 2004 roku rozpoczął kierowanie „Pierwszym Globalnym Programem Bezpieczeństwa Pacjenta” organizowanym przez WHO pod hasłem „Higiena Rąk to Bezpieczna Opieka”. Pod jego kierownictwem opracowano wytyczne WHO dot. higieny rąk w opiece zdrowotnej (2009). W 2008 roku Wydział Medyczny i szpitale Uniwersytetu Genewskiego jako pierwsze w Europie uzyskały miano WHO Collaborating Centre for Patient Safety w zakresie zwalczania zakażeń i poprawy praktyk.
„Genewski model higieny rąk” wykorzystano jako podstawę zalecanej strategii w globalnej promocji higieny rąk. Od grudnia 2011 roku program „Higiena Rąk to Bezpieczna Opieka” został przyjęty przez ministrów zdrowia w ponad 170 krajach świata i funkcjonuje w 15,5 tys. placówek medycznych na całym świecie. Preparat dezynfekujący na bazie alkoholu jest zalecany również w krajach cierpiących na niedobór odpowiednich środków. Zespół prof. Pitteta opracował koncepcję „Moich 5 momentów na higienę rąk”, która ułatwia wyjaśnienie pracownikom opieki zdrowotnej znaczenie kluczowych momentów, w których niezbędna jest higiena rąk. Obecnie model ten stosowany jest na całym świecie. Co roku prowadzona jest też kampania „Ratuj życie: myj ręce” (Save Lives: Clean Your Hands).

## Wybrane nagrody i wyróżnienia
- 1999 – Pierwsza Nagroda za Badania im. Ignaza Philippa Semmelweisa (osiągnięcia na polu higieny rąk)
- 1999 – Nagroda w dziedzinie Higieny 1999 – Fundacja im. Rudolfa Schülke (osiągnięcia na polu zwalczania zakażeń)
- 2002 – Amerykańskie Towarzystwo Epidemiologii Opieki Zdrowotnej (SHEA) – Nagroda dla Młodego Badacza w uznaniu wybitnych osiągnięć stanowiących wkład w zwalczanie zakażeń oraz epidemiologię opieki zdrowotnej
- 2003 – Wykład z cyklu "Lowbury Lectures", Federacja Towarzystw Zakażeń – konferencja doroczna (UK)
- 2005 – Wykład z cyklu "The Graham Ayliffe Lectures" (Towarzystwo Zakażeń Szpitalnych), UK
- 2007 – Komandor Orderu Imperium Brytyjskiego (CBE)
- 2008 – Amerykańskie Towarzystwo Epidemiologii Opieki Zdrowotnej (SHEA) – stanowisko wykładowcy
- 2008 – Wykładowca programu "Forbes Fellow", Grupa Chorób Zakaźnych Melbourne (Australia)
- 2009 – Europejskie Towarzystwo Mikrobiologii Klinicznej oraz Chorób Zakaźnych (ESCMID)- nagroda za wybitne osiągnięcia w dziedzinie mikrobiologii i chorób zakaźnych
- 2009 – Wyróżnienie "Hsu-Li Distinguished Lectureship in Epidemiology", University of Iowa (USA)[11]